# 马里安·马斯尼
马里安·马斯尼（1950年8月13日—），斯洛伐克男子足球运动员，司职中场。他曾代表捷克斯洛伐克国家队参加1976年和1980年欧洲足球锦标赛，其中1976年欧锦赛获得冠军，1980年欧锦赛则获得季军。